# Richard Ruccolo
Richard Ruccolo est un acteur américain né le 2 mars 1972 à Marlton, New Jersey (États-Unis).

## Filmographie
- 1998 : Un toit pour trois ("Two Guys, a Girl and a Pizza Place") (série TV) : Pete Dunville
- 1998 : Le Cygne du destin (Music From Another Room) : Nick
- 1999 : X-Files : Aux frontières du réel (saison 6, épisode Photo mortelle) : Agent Peyton Ritter
- 2000 : Luck of the Draw : Jedd
- 2001 : All Over the Guy de Julie Davis (en): Tom
- 2001 : Anacardium : Chris
- 2003 : The One (TV) : Michael Blake
- 2004 : Missing in the USA (série TV) : Host
- 2005 : Talk Show Diaries (TV) : Blake
- 2008-2009 : Rita Rocks  (série TV)  : Jay Clemens
- 2009 : Obsessed : Hank
- 2010 : Une nounou pour Noël (A Nanny for Christmas) (TV) : Justin Larose
- 2013 : Le Secret de Clara (Clara's Deadly Secret) (TV) : Mike
- 2016 : Retrouvez ma fille! (I Know Where Lizzie Is) (téléfilm) : Martin Holden